# Агата Сангма
Агата Конгкал Сангма (народилася 24 липня 1980 р.) — член парламенту Лок Сабха, яка представляє Туранський виборчий округ Мегхалаї. У 29 років вона є наймолодшим депутатом в Індії, яка на сьогоднішній день була призначена міністром Союзу в уряді Індії. Вона перша жінка з Північно-Східної Індії, призначена міністром Союзу в уряді Індії. Вона є членом Національної народної партії.

## Раннє та особисте життя
Агата Сангма народилася в Нью-Делі в родині П. А. Сангми, колишнього спікера Лок Сабхи, і Сорадіні К. Сангми. Вона виросла у Вест-Гаро-Гіллз, Мегхалая. Її брат Конрад Сангма є головним міністром у державній асамблеї Мегхалая. Агата вийшла заміж за доктора Патріка Ронгма Марака 21 листопада 2019 року.

## Освіта
Агата отримала ступінь бакалавра права в Університеті Пуни, а пізніше приєдналася до адвокатури Високого суду Делі. Вона отримала ступінь магістра з екологічного менеджменту в Університеті Ноттінгема, Велика Британія.

## Кар'єра
Агата Сангма була вперше обрана до 14-го Лок Сабха на проміжних виборах у травні 2008 року після того, як її батько П. А. Сангма пішов у відставку, щоб приєднатися до державної політики. Пізніше вона була переобрана до 15-го Лок Сабхи. У 29 років вона є наймолодшим депутатом, яка коли-небудь була призначена міністром Союзу в уряді Індії на сьогоднішній день.
Сангма була державним міністром розвитку сільських районів. Вона пішла у відставку з цієї посади під час перестановок у кабінеті міністрів у жовтні 2012 року Агата Сангма — юрист, еколог.
У листопаді 2017 року повідомлялося, що вона буде брати участь у виборах до законодавчої асамблеї Мегхалаї 2018 року кандидатом від Національної народної партії (NPP). Вона брала участь у Південно-Туринському виборчому окрузі і набрала 6499 голосів, вигравши мандат. Але вона подала заяву про відставку з посади члена Палати представників, намагаючись відкрити для свого брата дорогу для участі в виборах від її округу.